# Еліас Тілландс
Еліас Тілландс (швед. Elias Erici Tillandz, також Elias Til-Landz, спочатку Elias Tillander, 1640 — 18 лютого 1693) — шведський (фінський шведського походження) дослідник природи — медик і ботанік. Після навчання у Королівській академії Обо й Упсальському університеті захистив диплом у Нідерландах. Професор медицини у Королівській академії Обо, її ректор[⇨].
Тілландс вважається «батьком фінської ботаніки»: він автор першої наукової роботи з ботаніки, виданої у Фінляндії (1673), та засновник першого у Фінляндії академічного ботанічного саду (1678)[⇨]. Карл Лінней у 1737 році назвав на честь вченого рід рослин тілландсія, написавши, що Тілландс був «першим і єдиним ботаніком, який колись прославився у Фінляндії»[⇨].

## Біографія
Еліас Тілландер народився у 1640 році у парафії Рогберга (Швеція, провінція Смоланд, неподалік від Єнчепінга) у сім'ї пастора цієї парафії Еріка Суноніса Тілландера. Коли Еліасу було 11 років, його батько помер, після чого сім'я почала жити у крайній бідності. Відомості про його шкільну освіту уривчасті, відомо, що приблизно з 1648 до 1653 рік він ходив до школи в Єнчепінгу, а у 1655 році — у школу на острові Вісінгсе, організовану дворянською родиною Браге. Мати Еліаса, Марія Гільдемайстер, дочка лікаря та фармацевта Генріха Гільдемайстера зі Штральзунда (зараз Німеччина, з 1648 до 1807 рік місто було у складі Шведської Померанії), заохочувала сина у вивченні медицини.
Восени 1659 року Еліас Тілландер вступив до Королівської академії Обо у Турку (Обо) — столиці Герцогства Фінляндського у складі Шведського королівства. Вибір місця навчання був, мабуть, пов'язаний з можливістю отримати стипендію. Тут він навчався до 1663 року, після чого перевівся до Упсальського університету. Причиною цього стало майже повне усунення від навчального процесу професора медицини Ерікуса Агреліуса, який з різних причин, зокрема через погане здоров'я практично перестав читати лекції та приймати іспити, а замінити його будь-ким не виходило через нестачу коштів. З Турку в Уппсалу Тілландер вирушив суходолом, берегом Ботнічної затоки; як наслідок йому довелося подолати шлях протяжністю трохи менше ніж дві тисячі кілометрів (замість 300 км «безпосередньо» морем). Пов'язана така подорож була з плаванням чотирирічної давності зі Стокгольма у Турку, яка далася Тілландеру вкрай важко: на кораблі його так сильно захитало, що він вирішив більше не плавати. Приблизно до 1663 року відноситься і його рішення поміняти своє початкове прізвище Тілландер на Тілландс (від швед. till lands — «сушею», «по суші»).
В Уппсальському університеті Тілландс розпочав навчання у листопаді 1663 року. Серед його вчителів виділялися професор Петрус Гоффвеніус, який викладав медицину та фізику (під фізикою розумілася наука про природу у цілому, тобто це фізика у сучасному розумінні, біологія та філософія), і професор Улоф Рудбек-старший, який викладав ботаніку та людську анатомію. Пізніше Тілландс саме Рудбека називав своїм справжнім наставником.
У 1670 році у Лейденському університеті (Нідерланди) Тілландс захистив докторську дисертацію «De atrophia» («Про атрофію»). Дисертація містила посилання на Гіппократа, Авла Корнелія Цельса й інших лікарів давнини, а також різні емпіричні спостереження: наприклад, Тілландс писав про шкоду для здоров'я людей, хворих на атрофію, тютюнопаління, а також про користь для них фізичних вправ і правильного харчування.
Того ж року він обійняв посаду професора медицини у Королівській академії Обо. У 1676—1677 і 1683—1684 роках очолював Академію як ректор; втретє він мав її очолити у 1693 році.
У 1692 році Тілландс, мабуть, протягом деякого часу хворів, оскільки брав участь у засіданнях вченої ради набагато рідше, ніж раніше. 18 лютого 1693 року він помер у Турку. Відспівування відбулося 6 квітня у Кафедральному соборі Турку, після чого труна з тілом покійного була поміщена у склеп єпископа Ісака Ротовіуса, яка знаходилася у будівлі собору.

## Внесок у науку
Тілландса називають «батьком фінської ботаніки». У Королівській академії Обо Тілландс був першим ученим серед професорів з медичною освітою, хто почав у питаннях медицини та ботаніки покладатися більшою мірою на особистий досвід та спостереження, ніж на стародавні тексти й абстрактне мислення, — тобто почав замінювати схоластику, традиційну для європейського середньовіччя, емпіризмом. Найбільшим його внеском у науку є видання у 1673 році книги «Catalogus plantarum tam in excultis quam incultis locis prope Aboam superiorj aestate nasci observatarum, in gratiam philo-botanicorum concinnatus» («Каталог культивованих і дикорослих рослин, які ростуть на околицях Турку»). Подібне ботанічне видання, засноване на власних спостереженнях автора, було першим не лише для Фінляндії, а й для всієї Швеції. У 1683 році було опубліковано друге, доповнене видання «Каталогу культивованих і дикорослих рослин», яке відрізнялося зокрема і додаванням до нього відомостей про лікарські властивості рослин. Цього ж року вийшла ще одна ботанічна робота Тілландса — «Icones Novae in usum selectae, et catalogo plantarum promiscue appensae».
Ще одна заслуга Тілландса як ботаніка — організація у 1678 році при Королівській академії ботанічного саду, який став першим на території Фінляндії, організованим з науковими та навчальними цілями.
Тілландс відомий також своєю діяльністю як анатом, у 1686 році він організував перше в Академії публічний розтин людського тіла. Відомо також про дві дисертації з медицини, захист яких пройшов в Академії під керівництвом Тілландса (такі дисертації писалися переважно викладачами та лише частково самими студентами). У 1673 році відбувся захист дисертації «Disputatio medica isagogicen comprehendens» — це введення у медицину як науку, описувала її складові, а також містила відомості про науки, допоміжні для медицини. Друга дисертація, «De Osteologia» («Про остеологію»), пройшла захист у 1692 році, вона була написана як універсальний навчальний посібник з кісток людини. Серед прикладних наукових інтересів Тілландса можна відзначити вивчення ним використання при лікуванні захворювань джерельної води з Купіттаа.

## Сім'я
Прийомний син — Йоганнес Еріціус (швед. Johannes Ericius). Про нього відомо, що він був парафіяльним священником у Пірккала та помер у 1704 році.

## Пам'ять

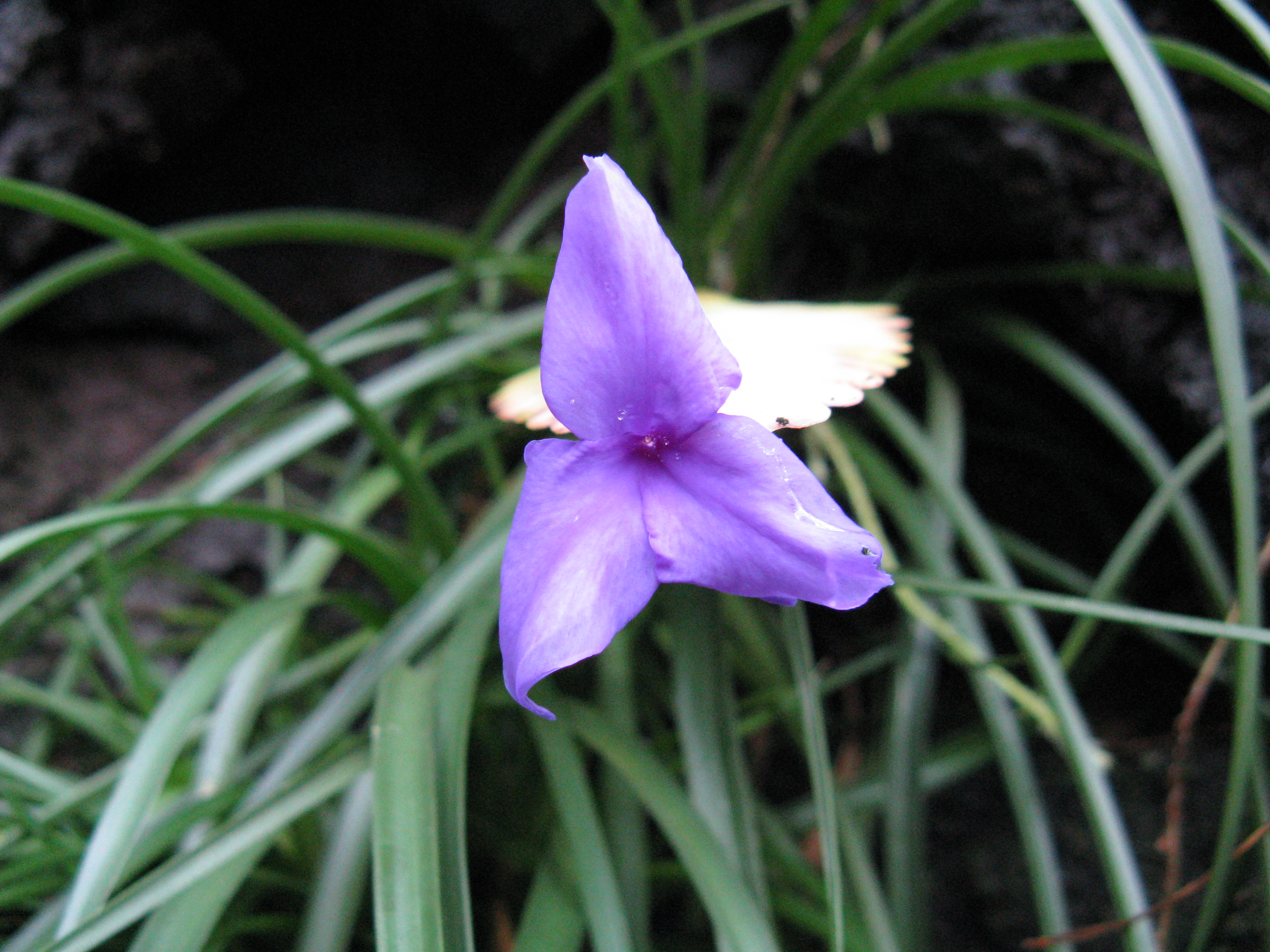
— «квітка Еліаса»

На честь Тілландса знаменитим шведським ученим Карлом Ліннеєм названо рід поширених в Америці квіткових рослин тілландсія (tillandsia) із сімейства Бромелієві. У своїй роботі Hortus Cliffortianus («Сад Кліффорда», 1737) Лінней писав, що назва цього роду, яку використовував Шарль Плюм'є (Caraguata), є «варварською» (тобто взятою з місцевої індіанської мови), а тому «згодом було замінено [Ліннеєм] на згадку про Еліаса Тілландса, першого і єдиного ботаніка, який колись прославився у Фінляндії». На думку Ліннея (як пізніше виявилося, помилковому), щільно розташовані лусочки на листі тиландсії служать для захисту рослин від води, а з прагненням до «суші» якраз і була пов'язана історія про Тілландсе. До Еліаса Тілландса має відношення і фінська загальновживана назва тілландсії синьою (Tillandsia cyanea), одного з видів цього роду, — eliaksenkukka (дослівно — «квітка Еліаса»).
Іменем Тілландса також названа премія, заснована у 2004 році фінською організацією BioCity Turku, яка займається координацією медичних і біологічних досліджень в Університеті Турку та Академії Обу. Премія Тілландса (фін. Elias Tillandz - palkinto) щорічно, починаючи з 2005 року, нагороджується за найкращу публікацію, тематика якої відноситься до молекулярної медицини, наук про життя або близьких областей, при цьому основні автори статті повинні бути співробітниками Університету Турку, Академії Обу або інших наукових інститутів Турку. У фінансуванні премії Тілландса бере участь Фонд академії Обу.

## Виноски
1. ↑  …In cujus locum substitui memoriam Eliae Tillandsii, primi, et unici Botanici, qui quondam in Finlandia floruit.(лат.)[9]